# Jackie Shroff
Jackie Shroff, właśc. Jaikishen Kakubhai Shroff (ur. 1 lutego 1957 w Bombaju) – indyjski aktor bollywoodzki.
Otrzymał Nagrody Filmfare za filmy: Parinda (1990), 1942: A Love Story (1993) i Rangeela (1995), nominowany za: Misję w Kaszmirze (2000), Wspomnienia (2001) i Devdas (2002).
Od 1987 r. jest żonaty, ma dwie córki. Jest chrześcijaninem.

## Filmografia
- Sarkar 3 (2017) – Michael Vallya
- Housefull 3 (2016) – Urge Negra
- Brothers (2015) – Gerson Fernandes
- Happy New Year (2014) – Czaran Glover
- Kochadaiyaan (2014)
- Dhoom 3 (2013) – Iqbal
- Shootout at Wadala (2013)
- Anna Bond (2012) – Charles
- Ek Second... Jo Zindagi Badal De? (2010)
- Veer (2009)
- Ek – The Power of One (2008) – CBI Krish Prasad
- Fool and Final (2007)
- Eklavya: The Royal Guard (2007)
- W kółko (2006)
- Apna Sapna Money Money (2006)
- Bhoot Uncle (2006)
- Divorce: Not Between Husband and Wife (2006) – Jackie
- Kyon Ki (2005) – Doktor
- Antar Mahal (2005) – Zamindar
- Ssukh (2005)
- Tum Ho Na! (2005) – Jai
- Hulchul (2004) – Balram
- Dobara (2004) – Ranbir Sehgal
- Aan: Men at Work (2004) – Gautam Walia
- Sandhya (2003) – Jaggu
- Samay: When Time Strikes (2003) – Amod Parekh
- 3 Deewarein (2003) – Jaggu (Jagdish Prasad)
- Boom (2003) – Abdul Wahab Barkatali Al Sabunchi 50/50 inaczej Chotte Mia
- Ek Aur Ek Gyarah (2003) – Maj. Ram Singh (BSF oficer)
- Baaz: A Bird in Danger (2003) – Jai Singh Dabral
- Agni Varsha (2002) – Paravasu
- Devdas (2002) – Chunni babu – nominacja do Nagrody Filmfare dla Najlepszego Aktora Drugoplanowego
- Kya Yehi Pyaar Hai (2002) – dr Kamlakar Tiwari
- Pitaah (2002) – Ramnarayan Bharadwaj, oficer policji(daroga)
- Mulaqaat (2002) – Javed Khan
- Lajja (2001) – Raghu
- Bas Itna Sa Khwaab Hai (2001) – Naved Ali
- Wspomnienia (2001) – Raj Singh Puri – nominacja do Nagrody Filmfare dla Najlepszego Aktora Drugoplanowego
- Albela (2001) – Prem
- One 2 Ka 4 (2001) – Javed Abbas
- Grahan (2001) – Jaggu
- Censor (2001/I) – Naseeruddin Shokh
- Farz (2001) – Gawa Firozi
- Hadh: Life On the Edge of Death (2001) – Vishwa
- Kahin Pyaar Na Ho Jaaye (2000) – Tiger
- Misja w Kaszmirze (2000) – Hilal Kohistani – nominacja do Nagrody Filmfare za Najlepszą Rolę Negatywną
- Refugee Refugee (2000) – Raghuvir Singh
- Jung (2000) – Inspektor Veer Chauhan
- Gang (2000) – Gangu
- Kohram: The Explosion (1999) – major Rathod
- Hote Hote Pyar Hogaya (1999) – Police Officer Arjun
- Phool Aur Aag (1999) – Jaswant
- Kartoos (1999) – Jay Suryavanshi
- Laawaris (1999) – Advocate Anand Saxena
- Sirf Tum (1999) – Pritam
- Bandhan (1998) – Thakur Suraj Pratap
- Yamraaj (1998)
- Kabhi Na Kabhi (1998) – Jaggu
- Yugpurush: A Man Who Comes Just Once in a Way (1998) – Ranjan
- Ustadon Ke Ustad (1998)
- 2001 (1998) – Insp. Anil Sharma
- Jaan E Jigar (1998) – Jai Kishan
- Badmaash (1998) – Gautam Hiraskar
- Hafta Vasuli (1998) – Yeshwant
- Tirchhi Topiwale (1998)
- Aar Ya Paar (1997) – Shekhar Khosla
- Border (1997) – dowódca lottnictwa
- Shapath (1997)
- Share Bazaar (1997) – gościnnie
- Vishwavidhaata (1997) – Ajay Khanna
- Agni Sakshi (1996) – Suraj Kapoor
- Bandish (1996) – Ram Ghulam i Kishen
- Chall (1996)
- Kalinga (1996)
- Return of Jewel Thief (1996) – Johnny/Jatin Kumar
- Shikaar (1996)
- Talaashi (1996)
- Ram Shastra (1995) – Inspektor Ram Sinha
- Rangeela (1995) – Raj Kamal – Nagroda Filmfare dla Najlepszego Aktora Drugoplanowego
- God and Gun (1995) – Vijay Prakash
- Dushmani: A Violent Love Story (1995) – Jai Singh
- Milan (1995) – Raja
- Trimurti (1995) – Shakti Singh
- Stuntman (1994)
- Chauraha (1994) – Amar/Chotu
- 1942: A Love Story (1993) – Shubhankar – Nagroda Filmfare dla Najlepszego Aktora Drugoplanowego
- Shatranj (1993)
- Gardish (1993) – Shiva Sathe
- Roop Ki Rani Choron Ka Raja (1993) – Ravi Verma
- Aaina (1993) – Ravi Saxena
- Antim Nyay (1993)
- Hasti (1993) – Jaikishan (Jaggu)
- Khal Nayak (1993) – Inspector Ram Kumar Sinha
- King Uncle (1993) – Ashok Bansal
- Police Officer (1992)
- Angaar (1992) – Jaggu
- Dil Hi To Hai (1992)
- Laatsaab (1992)
- Prem Deewane (1992) – Ashutosh
- Sangeet (1992)
- Lakshmanrekha (1991) – Vicky
- Akayla (1991) – Shekhar
- Saudagar (1991) – Vishal
- 100 Days (1991) – Ram Kumar
- Hafta Bandh (1991)
- Doodh Ka Karz (1990) – Suraj
- Azaad Desh Ke Gulam (1990) – Inspektor Jai Kishen/Jamliya Jamshed Purwala
- Baap Numberi Beta Dus Numberi (1990)
- Jeene Do (1990)
- Pathar Ke Insan (1990) – Inspektor Karan Rai
- Vardi (1990) – Jai/Munna
- Sikka (1989) – Jai Kishan 'Jackie'
- Tridev (1989) – Ravi Mathur
- Hum Bhi Insaan Hain (1989) – Kishanlal
- Kala Bazaar (1989) – Kamal
- Main Tera Dushman (1989) – Kishan Srivastav
- Parinda (1989) – Kishen – Nagroda Filmfare dla Najlepszego Aktora
- Ram Lakhan (1989) – Inspektor Ram Pratap Singh
- Sachche Ka Bol Bala (1989) – Nandi
- Falak (1988) – Vijay Verma
- Aakhri Adaalat (1988) – Nitin Sinha
- Uttar Dakshin (1987)
- Kudrat Ka Kanoon (1987) – dr Vijay Verma
- Kaash (1987) – Ritesh
- Sadak Chhap (1987) – Shankar
- Diljala (1987)
- Jawab Hum Denge (1987) – Inspektor Jaikishan
- Mard Ki Zabaan (1987)
- Karma (1986) – Baiju Thakur
- Allah Rakha (1986) – Allah Rakha/Iqbal Anwar
- Dahleez (1986) – Chandrashekhar
- Haathon Ki Lakeeren (1986) – Lalit Mohan
- Mera Dharam (1986) – Jai Singh Sehgal
- Palay Khan (1986)
- Yudh (1985) – Inspector Vikram (Vicky)
- Mera Jawab (1985) – Suresh/Solanki Patwardhan Lal
- Jaanoo (1985)
- Paisa Yeh Paisa (1985) – Shyam
- Shiva Ka Insaaf (1985) – Shiva/Bhola
- Teri Meherbaniyan (1985) – Ram
- Andar Baahar (1984) – Inspektor Ravi
- Hero (1983) – Jackie Dada/Jaikishan
- Swami Dada (1982)
- Heera Panna (1973) – Villain (gościnnie)

## Nagrody
- Nagroda Filmfare
  - Najlepszy aktor drugoplanowy: 1996 Rangeela
  - Najlepszy aktor drugoplanowy: 1995 1942: A Love Story
  - Najlepszy aktor pierwszoplanowy: 1990 Parinda